# Uddannelseshistorie
Uddannelseshistorie vedrører den historiske baggrund for uddannelsesinstitutioner og deres pædagogik. Feltet er tæt knyttet til pædagogikkens idéhistorie, der tager udgangspunkt i de filosofiske pædagogikopfattelser og diskurser, som har fundet sted i løbet af menneskets historie. Uddannelseshistorien fokuserer imidlertid på de praksisser, systemer og institutioner, som har ført disse idéer ud i livet med skoler og uddannelsessystemer. Feltet har desuden et vis overlap med den pædagogiske sociologi, der ser på forholdet mellem samfund, individ, pædagogik, uddannelse og opdragelse i både historiske og moderne perspektiver.

## De danske pædagogiske institutioners historie

### Middelalder til 18. århundrede
De første danske skoler blev oprettet i middelalderen. De var en del af kirken, og formålet var at sørge for en kristen lærdom til drenge, der skulle være gejstlige. Københavns Universitet blev oprettet i 1479 som et studium generale og er den næstældste institution for højere uddannelse i Skandinavien efter Uppsala Universitet (1477). Efter Martin Luthers reformation blev skolen til statens anliggende, og alle købstader oprettede nu latinskoler. De var indrettet til særlige drenge, der skulle forberedes til universiteterne.
Det Kongelige Danske Kunstakademi blev grundlagt i 1754 under navnet Det Kongelige Danske Skildre-, Billedhugger- og Bygnings-Academie i Kiøbenhavn som en gave til Kong Frederik 5. på hans 31 års fødselsdag. Det første lærerseminarium blev åbnet på Blågård 14. marts 1791.

### 19. århundrede
I 1814 indførte man Lov om almueskolen, hvormed der blev skolepligt for alle danske børn. Det første danske børneasyl blev oprettet i 1828. Offentlig pasning og opdragelse var dermed grundlagt.
Den 27. januar 1829 oprettede fysikeren H.C. Ørsted Den Ploytekniske Læreanstalt (senere Danmarks Tekniske Universitet), som i starten dog hørte til Københavns Universitet. Den første folkehøjskole oprettedes 1844 i Rødding i Sydjylland, og initiativet udgik fra N.F.S. Grundtvig, der betragtes som folkehøjskolens fader. Den Kgl. Veterinær- og Landbohøjskole blev oprettet ved lov af 8. marts 1856 som en videreførelse og udbygning af Veterinærskolen, der som en af Europas første blev etableret i 1773 af P.C. Abildgaard. Diakonisestiftelsen begyndte i 1863 en forløber for sygeplejerskeuddannelsen. Det Kongelige Danske Musikkonservatorium blev grundlagt i 1867 og hed indtil 1902 Københavns Musikkonservatorium. I 1871 kom den første egentlige børnehave. Københavns Kommunehospital påbegyndte 1876 en egentlig sygeplejerskeuddannelse.

### 20. århundrede
I Danmark blev latinskolerne i 1903 til gymnasier. De af skolerne, der var blevet statsejede, kaldte man statsskoler.
Handelshøjskolen i København (senereCopenhagen Business School) blev oprettet som privat institution i 1917 af Foreningen til Unge Handelsmænds Uddannelse. Aarhus Universitet blev oprettet i 1928 som et privat initiativ under navnet Universitetsundervisningen i Jylland. Ved indvielsen den 11. september 1928 startede 78 studerende. Roskilde Universitet blev oprettet i 1972 som Roskilde Universitetscenter, hvor undervisningen blev påbegyndt med 723 studerende. Aalborg Universitet havde sin begyndelse som Aalborg Universitetscenter i 1974, som et resultat af en række fusioner mellem en række etablerede institutioner, hvilket gjorde det muligt at skabe et samlet universitet med en række fakulteter. Syddansk Universitet blev dannet i 1998 ved en fusion af Handelshøjskole Syd/Ingeniørhøjskole Syd, Odense Universitet (grundlagt i 1966) og Sydjysk Universitetscenter.

### 21. århundrede
Danmarks Lærerhøjskole fungerede som uddannelsesinstitution indtil 2000. Uddannelsen var rettet til studerende fra Danmark, herunder Færøerne og Grønland. Danmark Pædagogiske Universitetsskole blev oprettet i juli 2000 ved at fusionere Danmarks Lærerhøjskole, Danmarks Pædagogiske Institut, Danmarks Pædagoghøjskole og Center for Teknologistøttet Undervisning.
I år 2000 blev MVU, som læreruddannelsen hører under, samlet i CVU’erne. Seminarierne havde fortsat selvstændig administration og ledelse med en rektor i spidsen, men var økonomisk underlagt den nye konstruktion. Da amterne blev nedlagt i 2007, overgik de amtsejede gymnasier til at være selvejende institutioner. I forbindelse med universitetsreformen 1. juni 2007 blev den daværende Danmarks Pædagogiske Universitetsskole en del af Aarhus Universitetog fik status af institut. University College er navn på flere professionshøjskoler, der blev dannet ved fusioneringer i 2008 og nu varetager uddannelse af blandt andet lærere og pædagoger.
I 2011 skiftede Danmarks Pædagogiske Universitetsskole navn til Institut for Uddannelse og Pædagogik (DPU) ved Aarhus Universitet. I 2015 skiftede instituttet igen navn, denne gang til Danmarks institut for Pædagogik og Uddannelse, der igen gjorde det muligt at forkorte navnet til DPU.

## Formidling af dansk uddannelseshistorie
Danmark har tidligere haft et nationalt skolemuseum, Dansk Skolemuseum, der blev oprettet i 1887 som et udstillingscenter hvor lærere kunne komme forbi og se de nyeste undervisningsmidler. I 2008 måtte museet lukke grundet økonomiske vanskeligheder. Samlingen gik tilbage til AU Library Emdrup, som med assistance fra Nationalmuseet fik gennemgået og afviklet samlingen i 2016. I dag findes det digitale museum Dansk Skolehistorie. Der findes lokale skolemuseer i Flakkebjerg, Gærup og Sommersted.
I Danmark findes Selskabet for skole- og uddannelseshistorie. Selskabet blev oprettet i 1966,og det vil gennem forskning og formidling udvide viden om skolens og uddannelsernes historie. Selskabet har særligt blik for udviklingen i Danmark. Desuden findes Dansk Pædagogisk Historisk Forening.
Ved Danmarks Institut for Pædagogik og Uddannelse (DPU) findes der et professorat i uddannelseshistorie, som indehaves af Ning de Coninck Smith. Sammen med overbibliotekar Jens Bennedsen er hun daglig forvalter af Dansk skolemuseums samlinger. I Danmark har Ning de Coninck-Smith en særlig interesse i feministisk uddannelseshistorie, som hun har skrevet flere artikler om.
Uddannelseshistorie omfatter blandt andet skolens historie. Charlotte Appel og Ning de Coninck-Smith redigerede storværket Skolens historie, der udkom i 2015. De 5 bind har 12 forfattere og gennemgår den danske historie om skolegang fra middelalderens slutning og frem til i dag. Bogen skildrer forandringerne i skoleuddannelsernes indhold og vilkår i ser på samspillet med det øvrige samfund.
Christian Sandberg Hansen, Anette Eklund Hansen, Hanne Marlene Dahl, Søs Bayer og Jens Erik Kristensen har skrevet tobindsværket Pædagogprofessionens historie og aktualitet fra 2015. Her følges pædagogernes historie i Danmark. Denne historie viser sig at være tæt forbundet med samfundets udvikling. Værket afsluttes med et indblik i det aktuelle fokus på læring og kompetenceudvikling.
Professor emeritus, dr.pæd. Ove Korsgaard har skrevet en række bøger, der bevæger sig mellem pædagogikkens idehistorie og historie. Han har ikke alene skrevet om N. F. S. Grundtvig. men blandt andet også om folkeoplysningens historie. Desuden udgav Karen B. Braad, Christian Larsen, Ingrid Markussen, Erik Nørr og Vagn Skovgaard-Petersen i 2005 bogen Seminariet i to århundreder. Læreruddannelsens historie: 1; Christian Vogensen redigerede i 2001 bogen Soldater på skolebænk. Forsvarets Civilundervisning 1952-1973; og A. Strange Nielsen skrev i 1998 bogen Fortsættelsesskoler i landbosamfundet. Bruunsminde i Toksværd – og andre skoler for den konfirmerede ungdom.